# 馬斯韋爾山

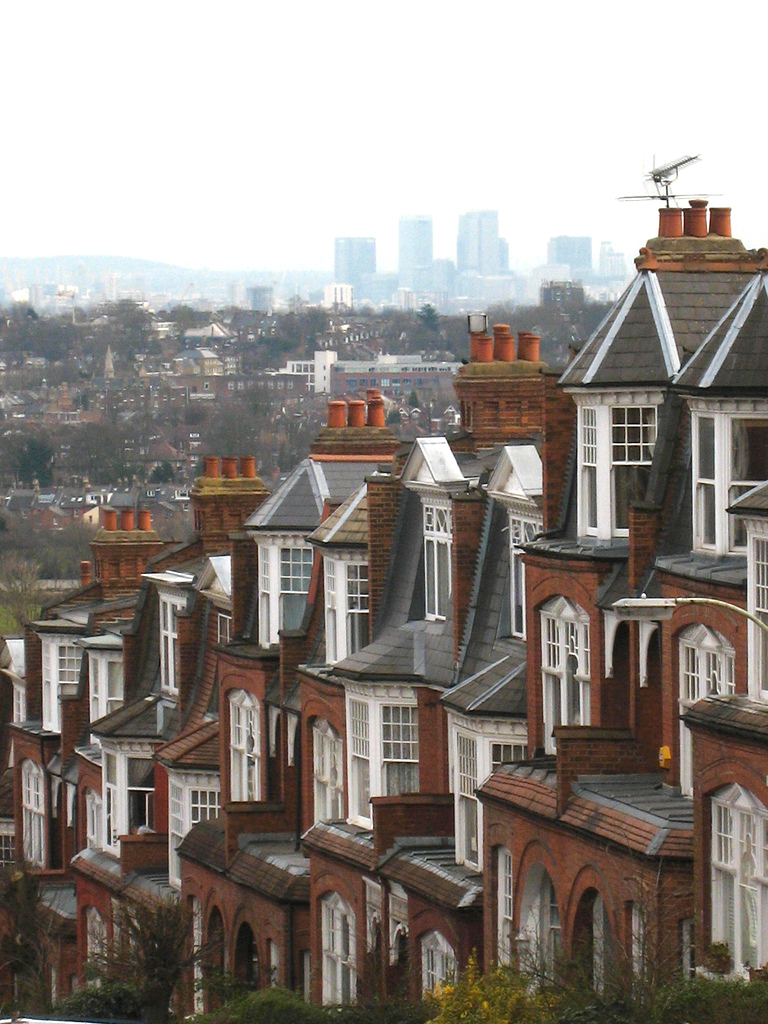
從馬斯韋爾山望向金絲雀碼頭

馬斯韋爾山（英語：Muswell Hill）是位於倫敦北部的一個區域，大部分地區屬於哈林蓋倫敦自治市，小部分地區屬於巴內特倫敦自治市。馬斯韋爾山位於查令十字以北5.8英里（9），距倫敦市有5.6英里（9）。2011年，馬斯韋爾山有人口27,992人。